# Leptotyphlops boueti
Leptotyphlops boueti este o specie de șerpi din genul Leptotyphlops, familia Leptotyphlopidae, descrisă de Chabanaud 1917. Conform Catalogue of Life specia Leptotyphlops boueti nu are subspecii cunoscute.